# Vlkyňa
Vlkyňa es un municipio del distrito de Rimavská Sobota en la región de Banská Bystrica, Eslovaquia, con una población estimada a final del año 2024 de 401 habitantes.
Se encuentra ubicado al este de la región, en la cuenca hidrográfica del río Sajó —un afluente derecho del río Tisza— y cerca de la frontera con la región de Košice y con Hungría.

## Demografía
| Año        | 1994 | 2004     | 2014     | 2024    |
| ---------- | ---- | -------- | -------- | ------- |
| Población  | 306  | 337      | 403      | 401     |
| Diferencia |      | +10,13 % | +19,58 % | −0,49 % |

| Año        | 2023 | 2024    |
| ---------- | ---- | ------- |
| Población  | 383  | 401     |
| Diferencia |      | +4,69 % |